# Amphisbaena occidentalis
Amphisbaena occidentalis är en ödleart som beskrevs av  Cope 1876. Amphisbaena occidentalis ingår i släktet Amphisbaena och familjen Amphisbaenidae.

## Underarter
Arten delas in i följande underarter:
- A. o. occidentalis
- A. o. townsendi